# Agonum alcyoneum
Agonum alcyoneum är en skalbaggsart som beskrevs av Maximilien de Chaudoir. Agonum alcyoneum ingår i släktet Agonum och familjen jordlöpare. Inga underarter finns listade i Catalogue of Life.